# 泣かないで (みんなのうた)
「泣かないで」は、本木雅弘&岸田今日子の楽曲。作詞：UA、作曲：高中正義、編曲：佐藤博。

## 概要
1999年4月16日に本木と岸田が東芝EMIより発売したデュエット・アルバム『泣かないで -小さな旅人へ-』の表題曲。このアルバムは1998年の大河ドラマ『徳川慶喜』で共演した2人がそれぞれに子供、孫ができたことをきっかけとして子供たちのためにアルバムと創りたいという思いから、2人に縁のある作家に頼み制作されたものであった。
子どもを愛する親と、その子どもの関係を歌っている。歌詞では、UAが、様々に感じられる不思議な詞を綴っている。
2002年3月20日にソニー・ミュージックレコーズより発売されたCD『NHK みんなのうた〜き・ず・な』にも収録されている。
高中正義のアルバム『WALKIN'』には、高中のギターによるこの曲のインストゥルメンタル・バージョンが収録されている。

## みんなのうた
1999年4月・5月に、NHKの歌番組『みんなのうた』で放送された。登
岸田は初登場で、本木は1985年12月・1986年1月に、「シブがき隊」として参加した「スシ食いねェ!」以来、約14年ぶり2回目の登場となった。
『みんなのうた』では、5分間1曲枠で放送された。
映像は、南家こうじの写真を交えたアニメーションを使用しており、この映像は2011年にNHKエンタープライズより発売されたDVD『NHK みんなのうた 1997-1999』で見ることができる。
初回放送から8か月後の、1999年12月・2000年1月に初めて再放送され、その後もラジオのみであるが定期的に再放送されているところだったが、2020年4月・5月の再放送で約20年ぶりにテレビでも見ることができることになった。
また、2007年の『今日は一日みんなのうた三昧』でもFMで放送された。